# 环磷酸鸟苷
环磷酸鸟苷（cGMP或cyclic GMP或3'-5'-cyclic guanosine monophosphate），跟环磷酸腺苷（cAMP）一样，是一种具有细胞内信息传递作用的第二信使（second messengers），但两者的生物效应却恰恰相反。

## 生成代谢
- 生成： 鸟苷酸环化酶（guanylate cyclase）催化三磷酸鸟苷（GTP）成cGMP，
- 代谢： 磷酸二酯酶水解cGMP产生5'-GMP。

## 功能
- 激活蛋白激酶G（Protein kinase G）